# Dorand AR
El Dorand AR fue un avión biplano de observación francés de dos asientos de la Primera Guerra Mundial utilizado por la Fuerza Aérea Francesa, la Fuerza Expedicionaria Americana y, en menor medida, por la Aviación Serbia.
Diseñado por el capitán Georges Lepère del STAé para reemplazar al Farman F.40, la serie Dorand AR llevaba el nombre del director del STAé, el teniente coronel Dorand. Se caracterizaba por alas de dos vanos escalonadas hacia atrás y superficies de cola angulares en movimiento. El piloto se sentaba debajo del borde de ataque del ala superior, con la cabina del observador bajo el borde de salida, y había cortes en ambas alas para mejorar el campo de visión de este último. Inusualmente, el ala inferior no estaba unida directamente al fuselaje, sino que estaba debajo de ella, apoyada por puntales.
La producción de estos aviones comenzó en una fábrica estatal de aviones de la Armada Francesa en Chalais-Meudon, cerca de París, después de que las pruebas de vuelo se completaran en el otoño de 1916.
En España fueron utilizados por la Compañía Española de Aviación.